# Tsaghkashat (Artsakh)
Tsaghkashat (in armeno Ծաղկաշատ?, "fiori abbondanti") o Ghshlagh (in azero Qışlaq) è una piccola comunità rurale del distretto di Xocalı in Azerbaigian, facente parte fino al 2023 della regione di Askeran nella repubblica dell'Artsakh (fino al 2017 denominata repubblica del Nagorno Karabakh).
A vocazione prettamente agricola, il villaggio, che nel 2005 contava circa 200 abitanti, negli anni 2010 ha puntato al turismo grazie all'apertura di alcuni bed and breakfast.
La località è nota per aver dato i natali al combattente armeno Nikol Duman al quale è dedicato un piccolo museo realizzato nella sua casa natale.

## Monumenti e luoghi d'interesse
I siti del patrimonio storico presenti nel villaggio e nei suoi dintorni comprendono tombe del II-I millennio a.C. e dell'Alto Medioevo, il villaggio di Vaka (armeno: Վաքա) del XII-XIII secolo, una khachkar del XII-XIII secolo, il vicino villaggio medievale di Shinategh (armeno: Շինատեղ), una cappella del Medioevo a 1 km a sud, il sito religioso di Gharabek (armeno: Ղարաբեկ) a 2 km a sud, un cimitero del XVIII secolo, la chiesa di Surb Astvatsatsin del XIX secolo (armeno: Սուրբ Աստվածածին, "Santa Madre di Dio"), e la Casa Museo Nikol Duman, che illustra la vita del villaggio nel XIX/XX secolo.

## Galleria d'immagini

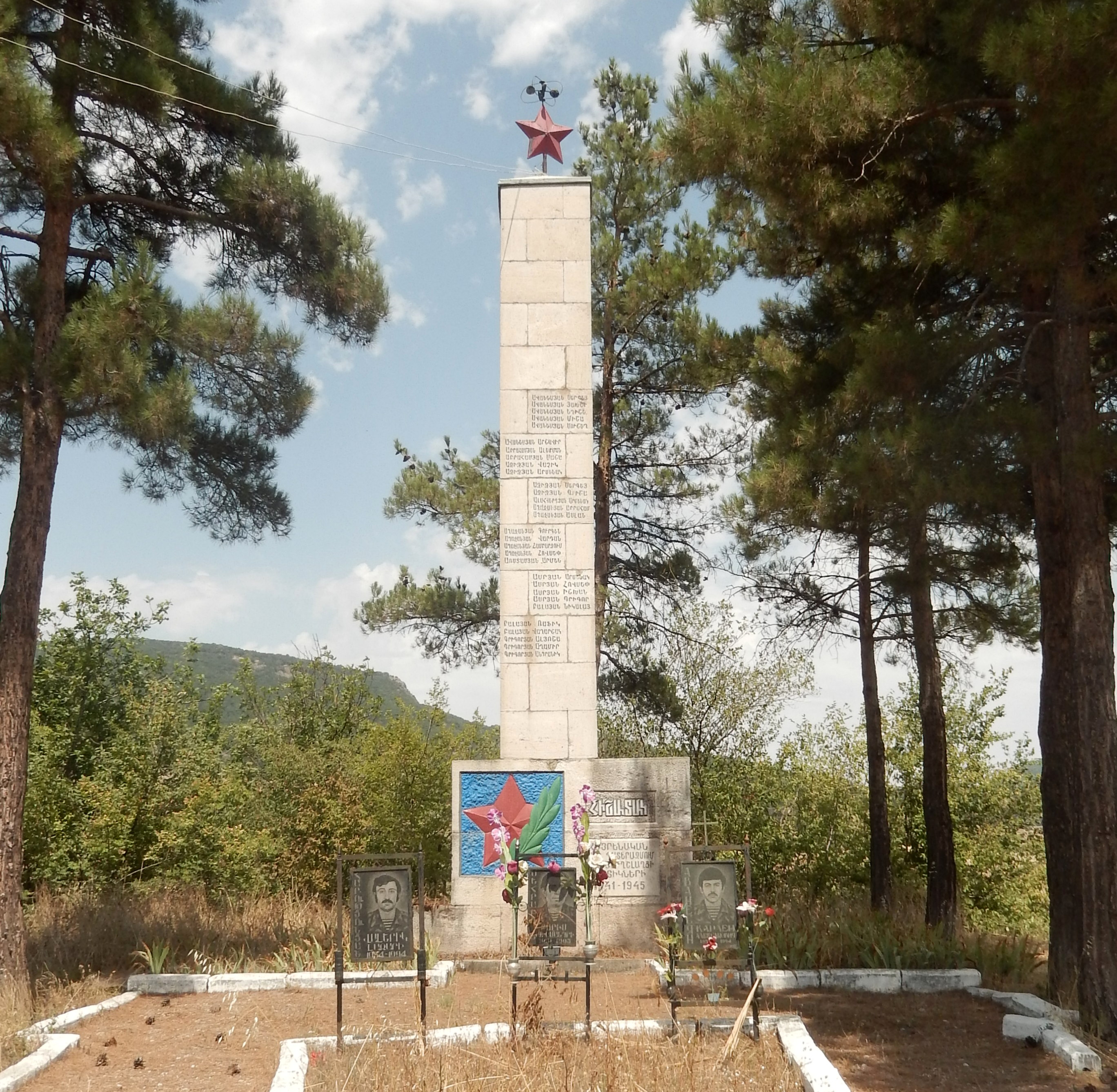
Monumento ai caduti della Seconda guerra mondiale
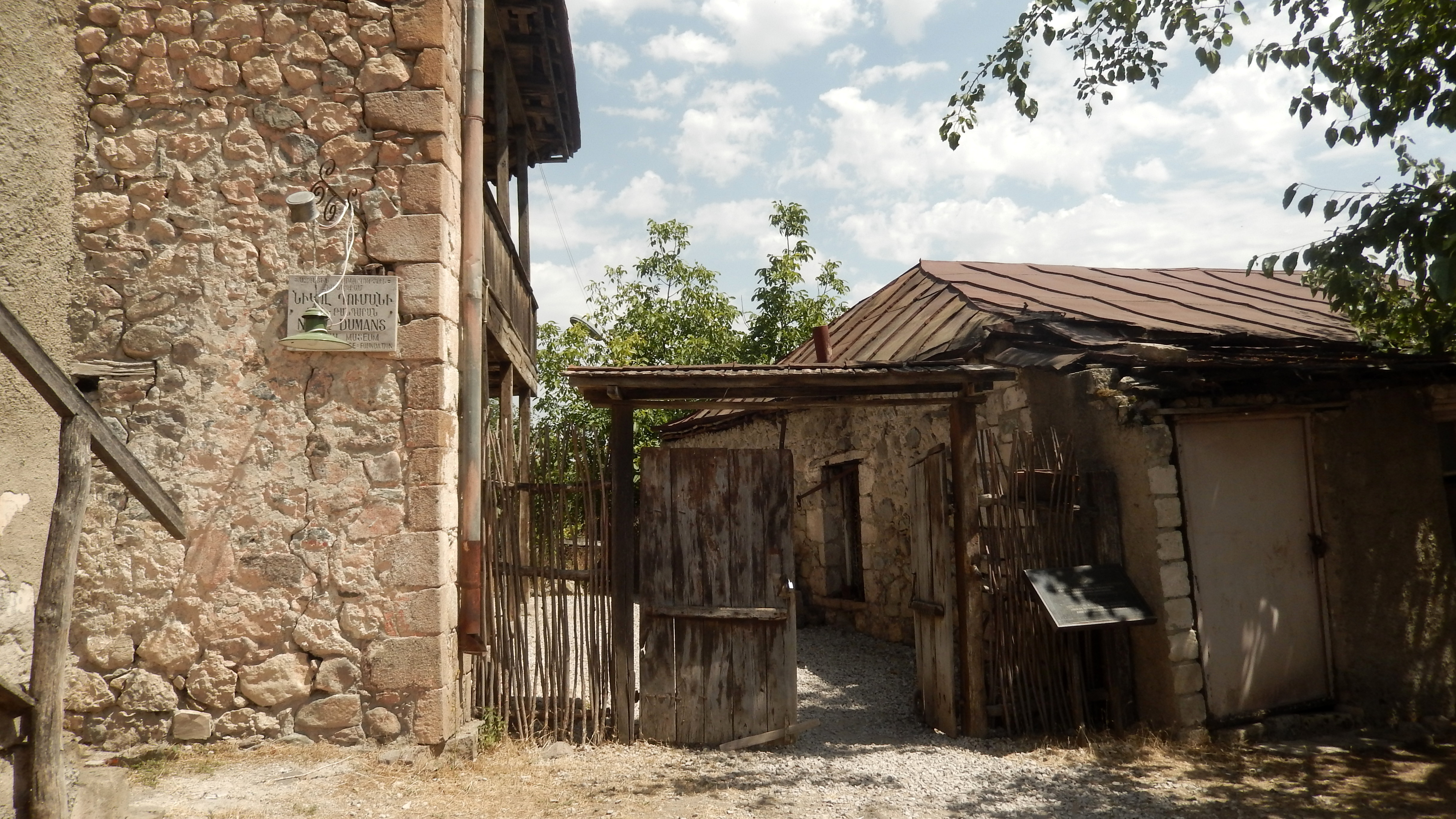
Uno scorcio della casa natale di Duman con alcune costruzioni storiche